# Mimosema imitans
Mimosema imitans là một loài bướm đêm trong họ Geometridae.